# Großpoppen
Großpoppen oder Groß-Poppen war ein Angerdorf mit Schloss und Kirche und ist eine seit dem 1. Jänner 1964 unbewohnte Katastralgemeinde der Stadtgemeinde Allentsteig in Niederösterreich mit einer Grundfläche von 524,95 Hektar. Um den Truppenübungsplatz Allentsteig anlegen zu können, wurden ab 1938 die Bewohner des Orts ausgesiedelt.

## Geschichte

### Entstehung
Der Ort Groß-Poppen mit dem Schloss und der Pfarrkirche lag südöstlich von Allentsteig. In der Nähe der Brücke über den Thauabach oder die kleine Thaya, die den Anger durchfloss und in den Poppener Teich mündete, standen das Kriegerdenkmal und seit 1754 eine Johannes-Nepomuk-Statue.
Großpoppen wurde erstmals im Jahr 1150 in einer Tauschurkunde zwischen Bischof Konrad von Passau und Heinrich von Kameck erwähnt und war im 12. Jahrhundert Sitz eines gleichnamigen Rittergeschlechts. Als Folge der 1619 erfolgten Plünderung und Zerstörung des Ortes waren noch 1655 28 von 40 Häusern unbewohnt.

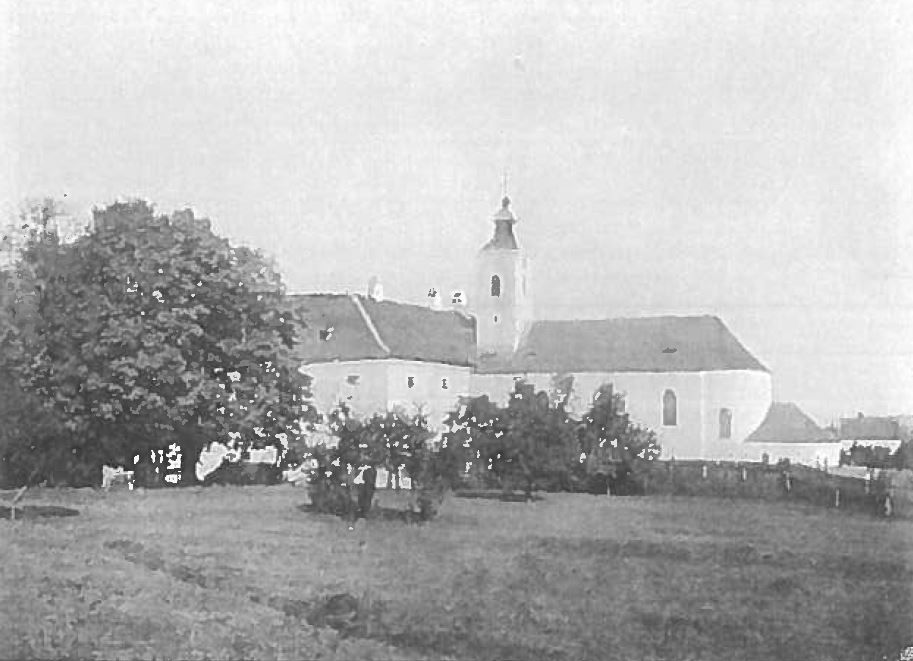
Pfarrkirche Großpoppen (vor 1911)

Der Zeitpunkt der Errichtung der späteren Pfarrkirche zum heiligen Johannes dem Täufer und der Pfarrgründung von Großpoppen sind nicht bekannt. Als selbstständige Pfarrei wird sie bereits 1332 im Pfründenverzeichnis der Diözese Passau angeführt.
Ungefähr zwischen 1565 und 1650 war die Pfarre von Groß-Poppen protestantisch.
Nach zahlreichen Besitzerwechseln erwarb 1656 Joachim Freiherr von Windhag die Herrschaft und das Schloss in Großpoppen. Dieses ließ er renovieren und aufstocken. 1675 wandelte er seine Besitzungen in die heute noch bestehende und vom Land Niederösterreich verwaltete Windhag’sche Stipendiatsstiftung um.

### Im 20. Jahrhundert wurde der Ort aufgegeben
Im August 1932 wurde Adolf Hitler vom Gemeinderat von Großpoppen die Ehrenbürgerschaft zuerkannt. Einige Gemeinderatsmitglieder erklärten jedoch kurze Zeit später, diesem Beschluss nur unter Zwang zugestimmt zu haben. Laut einem Bescheid der niederösterreichischen Landesregierung vom 14. Oktober 1932 wurde diese Ernennung untersagt, da Adolf Hitler seit dem Jahr 1925 kein österreichischer Staatsbürger mehr war.
Laut Adressbuch von Österreich waren im Jahr 1938 in der Ortsgemeinde Großpoppen ein Bäcker, zwei Gastwirte, zwei Gemischtwarenhändler, zwei Marktfahrer, ein Sattler, ein Schmied, eine Schneiderin, zwei Schuster, ein Schweinehändler, zwei Tischler, ein Viehhändler, ein Viktualienhändler, ein Wagner, ein Wasenmeister und einige Landwirte ansässig. Um den Truppenübungsplatz Allentsteig errichten zu können, musste die Bevölkerung bis zum 5. August 1938 den aus 57 Häusern bestehenden Ort Großpoppen verlassen.
Die ab 1624 erfolgte Führung der Kirchenbücher von Großpoppen wurde 1661 von der Pfarre Großpoppen übernommen. Mit der Aufhebung der Pfarre Großpoppen wurden diese von der Pfarre Allentsteig zur Aufbewahrung übernommen.
Auf private Initiative einer in Großpoppen geborenen und von dort ausgesiedelten Frau entstand in einem ehemaligen Keller eine kleine Gedenkstätte zur Aussiedlung. Obwohl Großpoppen im militärischen Sperrgebiet liegt, werden von der Frau und der Pfarre Allentsteig organisierte Besuche toleriert.
Zwischen 1894 und 1906 war der Heimatforscher Alois Plesser in Großpoppen als Priester tätig.

### Sankt-Gregorius-Kirche im Thurnholze
Die Sankt-Gregorius-Kirche war eine kleine Wallfahrtskirche südlich von Großpoppen. Erstmals erwähnt wurde die Kirche unter dem damaligen Namen „Sand Grain“ im Jahr 1495 anlässlich einer Stiftung. Nach dem Erwerb von Gut Rausmanns 1659 ließ Joachim Freiherr von Windhag als Ersatz für die bereits verfallene Kirche eine neue, dem heiligen Gregor geweihte Kapelle samt Mesnerhaus und auch über dem benachbarten Bründl eine dem heiligen Jodok geweihte Kapelle errichten.
Eine gotische Statue des heiligen Ulrich aus der alten Sankt-Gran-Kapelle wurde in den Pfarrhof von Großpoppen gebracht.
1786 musste die Kapelle geschlossen und abgebrochen werden. Das Mesnerhäuschen bestand bis 1830.